# Alfred Wünnenberg
Alfred Bernhard Julius Ernst Wünnenberg (Saarburg/Lothringen, 20 juli 1891 - Krefeld, 30 december 1963) was een Duits officier en SS-Obergruppenführer (luitenant-generaal). Hij was generaal in de Waffen-SS en de politie. Hij volgde Kurt Daluege op als hoofd van de Ordnungspolizei.

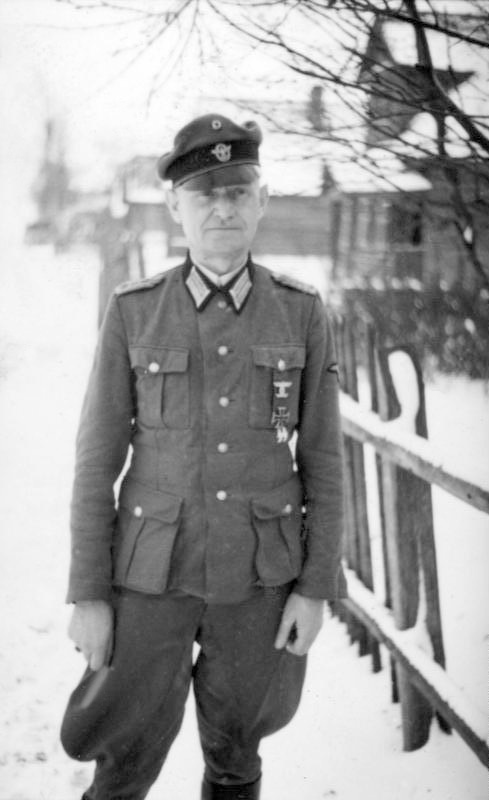
SS-Standartenführer en Oberst der Schutzpolizei Alfred Wünnenberg in Noord-Rusland tijdens operatie Barbarossa, november 1941.

## Leven
Op 20 juli 1891 werd Alfred Wünnenberg geboren in Saarburg/Lothringen. Hij was de zoon van een administrateur in het ziekenhuis.
Op 25 februari 1913 trad Wünnenberg als Fahnenjunker in in het Infanterie-Regiment „Vogel von Falckenstein“ (7. Westfälisches) Nr. 56 van het Pruisische leger. Tijdens de Eerste Wereldoorlog werd hij als compagniescommandant in september 1914 aan het Westfront en in 1915 aan het Oostfront gewond. Vanaf juni 1916 volgde hij een pilotenopleiding en werd in augustus 1917 als verkenningsvlieger in de Feld-Flieger-Abteilung 47 ingezet.
In april 1919 na het einde van de Eerste Wereldoorlog werd hij lid van het Grenzschutz Ost en in oktober 1919 van een vrijkorps in Opper-Silezië. Na zijn bevordering naar Hauptmann verliet hij het leger in september 1920, en werd overgenomen als Polizei-Oberleutnant in de Pruisische Schutzpolizei.
In april 1920 behield hij enkele functies als hondenbegeleider aan de hogere politieschool in Essen. Hij werd als instructeur vanaf februari 1920 tot april 1921 aan de Höhere Polizeischule Potsdam-Eiche ingezet. Aansluitend keerde hij aanvang mei 1921 als hondeninstructeur aan de politieschool in Essen terug, en was tot februari 1924 commandant van de politiehondeneenheid. Er volgden meerdere functies aan de politieschool in Krefeld. Van 1926 tot 1928 verbleef hij aan de politieschool in Keulen waar hij vanaf mei 1928 tot de administratie van de politie behoorde. Aansluitend was hij instructeur op het Polizei-Institut Charlottenburg. Hij trouwde op 12 januari 1929 en werd vader van een dochter. Er volgde overplaatsing naar de politie-inspectie in Hindenburg, waar hij werkte tot einde juli 1933. Op 1 mei 1933 werd hij lid van de NSDAP.
Vanaf augustus 1933 voerde hij het commando over de Schutzpolizei in Beuthen, vanaf mei 1934 in Gleiwitz en vanaf februari 1935 in Saarbrücken en vanaf oktober 1935 in Bremen en vanaf oktober 1937 ook in Mannheim. In december 1938 wisselde hij als eerste Erster Generalstabsoffizier (la) in de staf van de inspecteurs van de Ordnungspolizei in Stuttgart.
Wünnenberg werd lid van de SS. Op 2 oktober 1939 werd hij commandant van het Polizei-Schützen-Regiments 3 van de Polizei-Division. In de Dienstgradangleichung kreeg hij de rang van een SS-Standartenführer (kolonel) toegekend. Met dit regiment nam hij aan de Slag om Frankrijk en Operatie Barbarossa deel. Voor zijn inzet werd hij op 15 november 1941 met het Ridderkruis van het IJzeren Kruis onderscheiden.
Op 15 december 1941 nam hij over het commando over van Walter Krüger van het 4. SS-Polizei-Panzergrenadier-Division. Als erkenning voor de zware strijd van zijn eenheid, werd hem als SS-Brigadeführer en Generalmajor der Polizei en het Eikenloof bij zijn Ridderkruis van het IJzeren Kruis onderscheiden.
Op 10 juni 1943 werd hij afgelost en met terugwerkende kracht vanaf 1 juni 1943 als bevelvoerend generaal van het IV SS Pantserkorps. Op 31 augustus 1943 werd hij de opvolger van Kurt Daluege, als Chef des Hauptamtes der Ordnungspolizei.
In de laatste oorlogsdagen vluchtte hij over de Rattenlinie Nord naar Flensburg. Na de oorlog werd hij in het interneringskamp Dachau geïnterneerd, maar kwam in de aankomende jaren weer vrij. Hij stierf op 30 december 1963 aan de gevolgen van hartfalen in Krefeld.

## Carrière
Wünnenberg bekleedde verschillende rangen in zowel de Allgemeine-SS als Waffen-SS. De volgende tabel laat zien dat de bevorderingen niet synchroon liepen.
| Datum                                                                      | Deutsches Heer                   | Polizei                                  | Reichsheer        | Allgemeine-SS        | Waffen-SS                |
| -------------------------------------------------------------------------- | -------------------------------- | ---------------------------------------- | ----------------- | -------------------- | ------------------------ |
| 25 februari 1913                                                           | Fahnenjunker (aspirant-officier) | —                                        | —                 | —                    | —                        |
| 28 juni 1913                                                               | Unteroffizier                    | —                                        | —                 | —                    | —                        |
| 27 januari 1914                                                            | Fähnrich                         | —                                        | —                 | —                    | —                        |
| 5 augustus 1914 (met Patent van 23 juni 1912)                              | Leutnant                         | —                                        | —                 | —                    | —                        |
| 6 november 1917                                                            | Oberleutnant                     | —                                        | —                 | —                    | —                        |
| 22 september 1921                                                          | Charakter als Hauptmann          | —                                        | —                 | —                    | —                        |
| 1 februari 1920 - 19 september 1920                                        | —                                | Polizei-Oberleutnant                     | —                 | —                    | —                        |
| 13 juli 1921 (met DA van 19 juni 1912)                                     | —                                | Polizei-Hauptmann                        | —                 | —                    | —                        |
| Augustus 1931                                                              | —                                | —                                        | Major der Reserve | —                    | —                        |
| 23 maart 1932 (met ingang van 1 april 1932)                                | —                                | Major der Schutzpolizei                  | —                 | —                    | —                        |
| 15 april 1937 (met ingang van 1 april 1937 en RDA van 20 april 1937        | —                                | Oberstleutnant der Schutzpolizei         | —                 | —                    | —                        |
| 1 januari 1940                                                             | —                                | —                                        | —                 | SS-Mann              | —                        |
| 1 januari 1940                                                             | —                                | —                                        | —                 | SS-Standartenführer  | —                        |
| 26 januari 1940 (met ingang van 1 januari 1940 en RDA van 30 januari 1940) | —                                | Oberst der Schutzpolizei                 | —                 | —                    | —                        |
| 9 november 1941                                                            | —                                | —                                        | —                 | SS-Oberführer        | —                        |
| 9 december 1941                                                            | —                                | —                                        | —                 | SS-Brigadeführer     | —                        |
| 1 oktober 1941                                                             | —                                | Charakter als Generalmajor in de politie | —                 | —                    | —                        |
| 1 juli 1942                                                                | —                                | —                                        | —                 | SS-Gruppenführer     | —                        |
| 11 juli 1942                                                               | —                                | Generalleutnant in de politie            | —                 | —                    | —                        |
| 1 juli 1943                                                                | —                                | Generaal in de politie                   | —                 | SS-Obergruppenführer | Generaal in de Waffen-SS |

## Lidmaatschapsnummers
- NSDAP-nr.: 2 222 600[16][17](lid geworden 1 mei 1933[5][3])
- SS-nr.: 405 898[16][17][5] (lid geworden 1 januari 1940[3])

## Onderscheidingen
Selectie:
- Ridderkruis van het IJzeren Kruis op 15 november 1941 als Oberst der Schutzpolizei en Kdr., SS-Polizei-Schützen-Regiment 3, SS-Polizei-Division[16][20][7][21][17][5][3][14]
- Ridderkruis van het IJzeren Kruis met Eikenloof (Nr. 91) op 23 april 1942 als SS-Brigadeführer en Generalmajor in de politie en Kdr., SS-Polizei-Division[16][20][7][21][17][5][19][3][14]
- Herhalingsgesp bij IJzeren Kruis 1939, 1e Klasse (21 augustus 1941[13][22][16][17]) en 2e Klasse (18 juni 1940[13][22][16][17])
- IJzeren Kruis 1914, 1e Klasse (8[5] / 9 september 1915[13][22][16][17]) en 2e Klasse (10 februari 1915[13][5][22][16][17])
- Gewondeninsigne 1918 in goud[16] op 22 december 1920[5]
- Dienstonderscheiding van de Politie[16] in goud op 26 september 1939[5]
- Abzeichen für Beobachtungsoffiziere aus Flugzeugen[23][24][13] op 5 juli 1917[5][18]
- Ridderkruis in de Huisorde van Hohenzollern met Zwaarden op 30 oktober 1918[5]
- Ereteken van de Luchtbescherming, 2e Klasse op 30[18]/31 maart 1940[5]